# Uvaria cordifolia
Uvaria cordifolia este o specie de plante angiosperme din genul Uvaria, familia Annonaceae, descrisă de William Roxburgh. Conform Catalogue of Life specia Uvaria cordifolia nu are subspecii cunoscute.